# ふぇにっくす
ふぇにっくすは、日本カーフェリーが運航していたフェリー。

## 概要
日本カーフェリーの長距離航路用の第一船として三菱重工業神戸造船所で建造され、第二船のせんとぽーりあとともに1971年3月に京浜航路に就航した。
1974年3月、大阪航路に転配され、従来就航していたぶーげんびりあが係船された。
1975年に引退、アルジェリア国営海運会社（CNAN）に売却された。

### 航路
京浜航路
- 川崎港 - 細島港

大阪航路
- 大阪港 - 細島港

## 設計
三菱重工業が初めて建造した長距離フェリーである。日本のフェリーとして初めてフィンスタビライザーを装備した。また船内設備については旅行評論家の戸塚文子と日本カーフェリーの総務部長や造船所の社員によるヨーロッパのカーフェリー視察を踏まえてハイグレードなものとした。

## 船内
カラーリング
船内の各設備は等級ごとにカラーリングが定められていた。
- 貴賓室・特等室・ラウンジ：紫「ディグニティ ラベンダー」
- 1等室：赤「ロイヤル ローズ」
- ツーリスト：青「パシフィック ブルー」

客室
- 貴賓室（2名×1室）
- 特等和室（4名×9室）
- 特等洋室（2名×12室）
- 1等洋室（4名×34室）
- 1等和室（6名×15室）
- 共同和室「ツーリスト」（2室）

プロムナードデッキ
- 遊歩スペース

Aデッキ
- 1等客室
- ラウンジ
- 浴室
- 特等客室
- 貴賓室

Bデッキ
- ツーリスト客室
- デラックスグリル
- 居酒屋
- レストラン

Cデッキ
- ツーリスト客室
- 乗用車デッキ[2]

Dデッキ
- トラックデッキ[2]

Eデッキ
- ゲームルーム
- カードルーム